# Cyathea glandulifera
Cyathea glandulifera är en ormbunkeart som beskrevs av Lehnert. Cyathea glandulifera ingår i släktet Cyathea och familjen Cyatheaceae. Inga underarter finns listade.